# Krister Svedhem
Krister Svedhem, född 21 april 1933 i Malmö, är en svensk arkitekt. 
Svedhem, som är son till trafikdirektör Georg Svedhem och Ruth Groothoff, avlade studentexamen i Stockholm 1952 och utexaminerades från Chalmers tekniska högskola 1959. Han blev arkitekt på White arkitektkontor AB i Göteborg 1959, på länsarkitektkontoret i Göteborg 1962 och var distriktsarkitekt på stadsbyggnadskontoret i Göteborgs stad/kommun från 1963.